# Nanni Galli
Giovanni Giuseppe Gilberto »Nanni« Galli, italijanski dirkač Formule 1, * 2. januar 1940, Bologna, Italija, † 12. oktober 2019.
Debitiral je v sezoni 1970, ko je nastopil le na domači dirki za Veliko nagrado Italije, kjer se mu z dirkalnikom McLaren M7D ni uspelo kvalificirati na dirko. V sezoni 1971 je nastopil na devetih dirkah in kot najboljši rezultat dosegel enajsto mesto na dirki za Veliko nagrado Velike Britanije. V naslednji sezoni 1972 je na petih dirkah dosegel le eno uvrstitev na dirki za Veliko nagrado Francije, kjer je bil trinajsti. V sezoni 1973 je na petih dirkah kot najboljšo uvrstitev kariere dosegel deveto mesto na drugi dirki sezone za Veliko nagrado Brazilije, še pred polovico sezone pa se je zaradi sporov s šefom moštva Frankom Williamsom upokojil kot dirkač.

## Popolni rezultati Formule 1
(legenda) (odebeljene dirke pomenijo najboljši štartni položaj, poševne pa najhitrejši krog, †-uvrščen kljub odstopu)
| Leto | Moštvo                     | Šasija            | Motor           | 1       | 2     | 3       | 4       | 5       | 6       | 7      | 8      | 9       | 10      | 11      | 12  | 13  | 14  | 15  | Prv | Toč |
| ---- | -------------------------- | ----------------- | --------------- | ------- | ----- | ------- | ------- | ------- | ------- | ------ | ------ | ------- | ------- | ------- | --- | --- | --- | --- | --- | --- |
| 1970 | Bruce McLaren Motor Racing | McLaren M7D       | Alfa Romeo V8   | JAR     | ŠPA   | MON     | BEL     | NIZ     | FRA     | VB     | NEM    | AVT     | ITA DNQ | KAN     | ZDA | MEH |     |     | -   | 0   |
| 1971 | STP March                  | March 711         | Alfa Romeo V8   | JAR     | ŠPA   | MON DNQ | NIZ Ret |         |         | NEM 12 | AVT 12 |         |         |         |     |     |     |     | -   | 0   |
| 1971 | STP March                  | March 711         | Cosworth V8     |         |       |         |         | FRA DNS | VB 11   |        |        | ITA Ret | KAN 16  | ZDA Ret |     |     |     |     | -   | 0   |
| 1972 | Martini Racing Team        | Tecno PA123       | Tecno Flat-12   | ARG     | JAR   | ŠPA     | MON     | BEL Ret |         | VB Ret | NEM    | AVT NC  | ITA Ret | KAN     | ZDA |     |     |     | -   | 0   |
| 1972 | Scuderia Ferrari           | Ferrari 312B      | Ferrari Flat-12 |         |       |         |         |         | FRA 13  |        |        |         |         |         |     |     |     |     | -   | 0   |
| 1973 | Frank Williams Racing Cars | Iso-Marlboro FX3B | Cosworth V8     | ARG Ret | BRA 9 | JAR     |         |         |         |        |        |         |         |         |     |     |     |     | -   | 0   |
| 1973 | Frank Williams Racing Cars | Iso-Marlboro IR   | Cosworth V8     |         |       |         | ŠPA 11  | BEL Ret | MON Ret | ŠVE    | FRA    | VB      | NIZ     | NEM     | AVT | ITA | KAN | ZDA | -   | 0   |